# Slag bij Mynydd Carn
De Slag bij Mynydd Carn was een veldslag bevochten in 1081 in zuidelijk Wales. In deze veldslag werd het koningschap van Deheubarth (Zuidwest-Wales) bevochten, maar uiteindelijk werd ook het koningschap over Gwynedd (Noord-Wales) beslist.
Heerser van Deheubarth was Rhys ap Tewdwr. Tegenover hem stond Caradog ap Gruffudd, die al meerdere keren geprobeerd had het koningschap te veroveren. Caradog werd gesteund door Trahaearn ap Caradog, de koning van Gwynedd, en Meilyr ap Rhiwallon, de koning van Powys. Rhys werd gesteund door Gruffudd ap Cynan, die Trahaearn het koningschap over Gwynedd bevochten had, en in Ierland leefde, en een groep Ierse strijders leidde.
De strijd werd een duidelijke overwinning voor Rhys en Gruffudd. Caradog, Trahaearn en Meilyr sneuvelden allen. Rhys was na deze slag secuur in zijn bezit over Deheubarth, en groeide in de volgende jaren tot de machtigste persoon in geheel Wales; Gruffudd greep de gelegenheid om na de dood van Trahaearn de macht te grijpen in Gwynedd, maar werd korte tijd later gevangen door de Normandiërs.